# Democracia Proletária (Itália)
A Democracia Proletária (Democrazia Proletaria, DP) foi um partido de extrema-esquerda em Itália, criado em 1975 como uma coligação eleitoral e dissolvido em 1991.
A DP tinha maior expressão nas cidades industriais do norte da Itália, com forte tradição de esquerda, e sua principal liderança era  Mario Capanna, um antigo líder estundantil associado ao movimento da nova esquerda de 1968. O partido opôs-se ao chamado "compromisso histórico" entre o Partido Comunista Italiano e a Democracia Cristã.

## História

### Aliança eleitoral (1975-78)
Na altura das eleições regionais de 1975, o Partido do Unidade Proletária pelo Comunismo (PdUP per il comunismo), a Vanguarda Operária (AO) e o Movimento Trabalhista para o Socialismo (MLS) promoveram a aliança eleitoral "Democracia Proletária", à qual aderiram, no nível local, outros grupos tais como a Organização Comunista Marxista-Leninista, o Grupo Comunista Revolucionário (que em 1979 se transformaria na Liga Comunista Revolucionária IV Internacional) e a Liga dos Comunistas. Em 1976 a Lotta Continua (LC), ou pelo menos a sua ala que aceitava os métodos parlamentares, integrou-se na coligação
Nas eleições nacionais de 1976, a coligação obteve 556.022 votos (1,51%) e elegeu 6 representantes para a Câmara dos Deputados - 3 do PdUP, 2 da AO e 1 da LC.

### A criação do partido (1978)
A 13 de abril de 1978, a DP converteu-se em partido; nessa fusão participaram a ala minoritária do PdUP, a ala maioritária da AO, e a Liga dos Comunistas.

### A Nova Esquerda Unida (1979)
Nas eleições de 1979, a DP promoveu uma coligação reunindo os partidos à esquerda do PCI (com a exceção do PdUP, que concorreu sozinho) - a Nova Esquerda Unida (NSU). No entanto, a NSU teve apenas 0,8% dos votos e não elegeu nenhum deputado (ao contrário do PdUP, que elegeu 6 deputados com 1,4% dos votos). Na campanha eleitoral, Peppino Impastato, um destacado militante siciliano da DP, foi assassinado pela Máfia.
Já nas eleições europeias do mesmo ano, a DP consegui eleger um eurodeputado, Mario Capanna.

### Os anos 80
Nas eleições de 1983, a DP teve 542.039 votos (1,47%) and 7 deputados. Em 1987, teve 642.161 votos (1.66%) and 8 deputados; no mesmo ano teve 493,667 votos (1.52%) and elegeu um representante nas eleições para o Senado.
Em 1987, Capanna abandonou a liderança, sendo substituido por Giovanni Russo Spena. Dois anos depois, a DP sofreu uma cisão, quando uma fação liderado por Capanna lançou (junto com alguns dissidentes do Partido Radical) a sua própria lista ao Parlamento Europeu, os Verdes Arco-Íris.

## Resultados Eleitorais
Eleições legislativas
Câmara dos Deputados
| Data | Votos   | %         | Deputados | +/- | Status   |
| ---- | ------- | --------- | --------- | --- | -------- |
| 1976 | 557 025 | 1,5 (#7)  | 6 / 630   |     | Oposição |
| 1979 | 294 462 | 0,8 (#10) | 0 / 630   | 6   | N/D      |
| 1983 | 542 039 | 1,5 (#9)  | 7 / 630   | 7   | Oposição |
| 1987 | 641 901 | 1,7 (#10) | 8 / 630   | 1   | Oposição |

Senado
| Data | Votos   | %         | Deputados | +/- | Status   |
| ---- | ------- | --------- | --------- | --- | -------- |
| 1976 | 78 170  | 0,3 (#10) | 0 / 315   |     | N/D      |
| 1979 | 44 094  | 0,1 (#13) | 0 / 315   | =   | N/D      |
| 1983 | 327 750 | 1,1 (#10) | 0 / 315   | =   | N/D      |
| 1987 | 493 667 | 1,5 (#11) | 1 / 315   | 1   | Oposição |

Eleições europeias
| Data | Votos   | %         | Deputados | +/- |
| ---- | ------- | --------- | --------- | --- |
| 1979 | 252 342 | 0,7 (#10) | 1 / 81    |     |
| 1984 | 506 753 | 1,4 (#8)  | 1 / 81    | =   |
| 1989 | 449 639 | 1,3 (#10) | 1 / 81    | =   |